# Eorcenwald

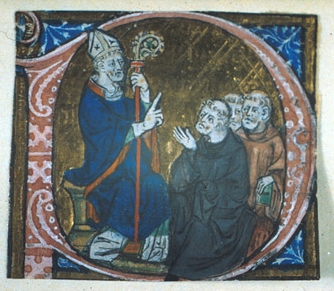
Earconwald, Erkenwald (nombre dado), Iniciales históricas de manuscritos iluminados

Erkenwald (también Ercenwald, Earconwald, Erkenwald, Eorcenwald o Erconwald; murió 693) fue Obispo de Londres en la iglesia cristiana Anglosajona entre 675 y 693.

## Vida
Erkenwald nació en Lindsey en el condado de Lincolnshire, y, supuestamente era de ascendencia real. Erkenwald entregó su parte en el dinero de la familia[cita requerida] para ayudar a establecer dos abadías Benedictinas, Chertsey Abbey en Surrey en el año 661 para hombres, y Barking Abbey para mujeres. Su hermana, Æthelburg, fue Abadesa de Barking, mientras él sirvió como Abad de Chertsey.
En el 675, Erkenwald se convirtió en el Obispo de Londres, después de Wine. Fue elegido por el Arzobispo Teodoro de Canterbury. Durante el tiempo que fue obispo, participó en la redacción del código legal de Ine de Wessex, y es mencionado específicamente en el código como un colaborador. también es conocido por haber convertido al cristianismo a Sebba de Essex en 677.[cita requerida] La investigación histórica actual también acredita el gran papel de Erkenwald en la evolución de la diplomática anglosajona, y es posible que redactara el borrador del diploma de Caedwalla a Farnham. Ine de Wessex consideraba a Erkenwald su consejero legal.
Erkenwald murió en 693 , y sus restos fueron enterrados en la Antigua Catedral de San Pablo. Su tumba fue un lugar popular de peregrinación en la Edad Media, y fue destruido junto con un número de otras tumbas en la catedral, durante la Reforma.

## Citas
1. ↑  Walsh A New Dictionary of Saints p. 182
2. ↑  Kirby Earliest English Kings p. 83
3. ↑  Yorke "Adaptation of the Anglo-Saxon Royal Courts" Cross Goes North pp. 250–251
4. ↑  Fryde, et al.
5. ↑  Kirby Earliest English Kings pp. 95–96
6. ↑  Yorke Conversion of Britain p. 235
7. ↑  Kirby Earliest English Kings p. 102
8. ↑  Kirby Earliest English Kings p. 103
9. ↑  Thornbury, Walter Old and New London: Volume 1, 1878.

- Datos: Q1355095
- Multimedia: Earconwald / Q1355095